# Den store Karavane
Den store Karavane (originaltitel The Chechahcos) er en amerikansk stumfilm fra 1924 af Lewis H. Moomaw.

## Medvirkende
- William Dills som Riley
- Albert Van Antwerp som Bob Dexter
- Eva Gordon som Mrs. Margaret Stanlaw
- Margie som Ruth Stanlaw
- Alexis B. Luce som Richard Steele
- Gladys Johnson som Ruth Stanlaw
- Guerney Hays som Pierre
- Howard Webster som Stanlaw